# Signed Sealed Delivered
Signed Sealed Delivered (с англ. — «Подписан, распечатан, доставлен») — пятый студийный альбом британского поп-исполнителя Крейга Дэвида. Это был его первый и единственный альбом с Universal Motown. Он был выпущен 29 марта 2010 года. Альбом состоит в основном из каверов. Два трека альбома являются образцами хитов эпохи Motown и придают им современный оттенок, как продемонстрировал первый сингл с альбома «One More Lie (Standing in the Shadows)», припев которого является образцом песни вокального квартета The Four Tops «Standing in the Shadows of Love» 1967 года. Второй — «All Alone Tonight (Stop, Look, Listen)», который является сэмплом Дайаны Росс и версии Марвина Гэя «Stop, Look, Listen (To Your Heart)». Единственная оригинальная песня — это последний трек альбома «This Could Be Love».
Signed Sealed Delivered был высоко оценен музыкальными критиками и вошел в UK Albums Chart под номером 13. По состоянию на январь 2016 года в Великобритании было продано 33 779 копий альбома.

## История создания
Первый альбом Крейга Дэвида на его новом лейбле, Universal Motown, представляет собой сборник каверов Motown и песен с сэмплами Motown, и является первым альбомом Дэвида за три года. Он исполняет каверы на Стиви Уандера, Отиса Реддинга и Марвина Гэя, среди прочих, и придаёт этим классическим песням современный оттенок. Подписанный запечатанный доставленный включает сингл «One More Lie (Standing in the Shadows)», оригинальную песню, которая является сэмплом хита The Four Tops «Standing in the Shadows of Love» в припеве.

## Критика
Альбом получил в целом негативные отзывы музыкальных критиков. Одна из немногих положительных рецензий поступила от критика The Guardian Кэролин Салливан, которая сказала, что «Намерение Крейга Дэвида на этом альбоме каверов, в котором доминирует Motown, состояло в том, чтобы „исполнять песни точно так, как это делали оригинальные исполнители“, что он и делает, воспроизводя каждый фальцет и заминку. Вопрос, однако, в том, зачем этой все ещё приятной звезде соула понадобилось записывать караоке. Это отличный способ возобновить карьеру — ему нужно восстановить свой талант неотразимо блестящего R&B-автора песен, если он планирует вернуться на вершины чартов».

## Список композиций
| №                   | Название                                 | Автор(ы)                                                                                              | Длительность |
| ------------------- | ---------------------------------------- | --- | ------------ |
| 1.                  | «One More Lie (Standing in the Shadows)» | Craig David Jerry Abbott Grant Black Shridhar Solanki Brian Holland Lamont Dozier Edward Holland, Jr. | 3:04         |
| 2.                  | «Signed, Sealed, Delivered (I'm Yours)»  | Stevie Wonder Lee Garrett Syreeta Wright Lula Mae Hardaway                                            | 3:20         |
| 3.                  | «All Alone Tonight (Stop, Look, Listen)» | David Abbott Black Thom Bell Linda Creed                                                              | 3:29         |
| 4.                  | «I Heard It Through the Grapevine»       | Norman Whitfield Barrett Strong                                                                       | 3:37         |
| 5.                  | «Just My Imagination»                    | Whitfield Strong                                                                                      | 4:03         |
| 6.                  | «For Once in My Life»                    | Ron Miller Orlando Murden                                                                             | 3:34         |
| 7.                  | «(Sittin' On) The Dock of the Bay»       | Otis Redding Steve Cropper                                                                            | 3:23         |
| 8.                  | «Mercy Mercy Me»                         | Marvin Gaye                                                                                           | 3:34         |
| 9.                  | «I Wonder Why»                           | Glen Ballard Curtis Stigers                                                                           | 4:19         |
| 10.                 | «Papa Was a Rollin' Stone»               | Whitfield Strong                                                                                      | 3:58         |
| 11.                 | «Let's Stay Together»                    | Al Green Al Jackson, Jr. Willie Mitchell                                                              | 3:36         |
| 12.                 | «This Could Be Love»                     | David Abbott Black Colin Lester                                                                       | 3:24         |
| Общая длительность: | Общая длительность:                      | Общая длительность:                                                                                   | 43:37        |

| №                   | Название                                                    | Автор(ы)                                                      | Длительность |
| ------------------- | ----------------------------------------------------------- | ------------------------------------------------------------- | ------------ |
| 13.                 | «Fill Me In» (acoustic version)                             | David Mark Hill                                               | 4:34         |
| 14.                 | «I Wonder Why» (acoustic version)                           | Ballard Stigers                                               | 4:45         |
| 15.                 | «One More Lie (Standing in the Shadows)» (acoustic version) | David Abbott Black Solanki Holland Dozier Edward Holland, Jr. | 2:56         |
| Общая длительность: | Общая длительность:                                         | Общая длительность:                                           | 55:50        |

## Чарты
| Чарт (2010)                          | Позиция |
| ------------------------------------ | ------- |
| Австралия (ARIA)                     | 24      |
| Бельгия/Фландрия (Ultratop)          | 38      |
| Бельгия/Валлония (Ultratop)          | 76      |
| Нидерланды (Album Top 100)           | 93      |
| Греция (IFPI)                        | 21      |
| Италия (Classifica album)            | 76      |
| Шотландия (Scottish Albums Chart)    | 48      |
| Испания (PROMUSICAE)                 | 14      |
| Швейцария (Schweizer Hitparade)      | 93      |
| Великобритания (UK Albums Chart)     | 13      |
| Великобритания (UK R&B Albums Chart) | 2       |